# Gryzelda
Gryzelda – imię żeńskie pochodzenia germańskiego.
Gryzelda imieniny obchodzi 22 grudnia.

## Znane osoby noszące imię Gryzelda
- Gryzelda Wiśniowiecka – żona Jeremiego Wiśniowieckiego, córka Tomasza Zamoyskiego
- Gryzelda Missalowa – polska historyk